# Get Your Gunn
Get Your Gunn est une chanson du groupe de rock américain Marilyn Manson, dont le premier single est tiré de leur premier album studio, Portrait of an American Family paru en 1994.
La chanson a été écrite par le chanteur du groupe avec les guitaristes et bassistes originaux Daisy Berkowitz et Gidget Gein, respectivement, et a été produite par Manson avec Trent Reznor. Get Your Gunn a été inspiré par l'assassinat de l'avorteur David Gunn par un activiste pro-vie, un événement qui a provoqué la colère de Manson.